# Talsperre Opatovice
Die Talsperre Opatovice (tschechisch vodní nádrž Opatovice) ist ein Wasserbauwerk in Tschechien. Sie liegt sechs Kilometer nordwestlich von Vyškov und staut die Malá Haná. Rechtsträger ist die Povodí Moravy s.p.

## Geographie
Die Talsperre befindet sich am Südhang des Drahaner Berglandes am Unterlauf der Malá Haná (Kleine Hanna) kurz vor deren Mündung in die Haná. Um den Stausee liegen die Ortschaften Rychtářov, Pařezovice, Lhota, Opatovice, Drnovice, Ježkovice und Ruprechtov.

## Geschichte
Die Trinkwassertalsperre wurde ab den 1960er Jahren errichtet und 1972 vollendet. Durch den Stausee erfolgte die Flutung der unbesiedelten Täler der Malá Haná und ihrer Zuflüsse Pařezovický potok und Dlouhý žleb. Im Stausee bestehen Muschel- und Krebspopulationen.